# Edy Reinalter
Romedi Peter „Edy” Reinalter (ur. 24 grudnia 1920 w Sankt Moritz, zm. 19 listopada 1962 w Tschagguns) – szwajcarski narciarz alpejski, mistrz olimpijski i mistrz świata.

## Kariera
Największy sukces w karierze Edy Reinalter osiągnął w 1948 roku, kiedy podczas igrzysk olimpijskich w Sankt Moritz wywalczył złoty medal w slalomie. W zawodach tych wyprzedził bezpośrednio dwóch Francuzów: Jamesa Coutteta oraz Henriego Oreillera. Po pierwszym przejeździe zajmował trzecie miejsce, tracąc do prowadzącego Włocha Silvio Alvery o 0,3 sekundy. W drugim przejeździe uzyskał najlepszy czas i awansował na pierwsze miejsce, zwyciężając z przewagą 0,5 sekundy nad Couttetem. Slalom rozgrywano na igrzyskach po raz pierwszy w historii, Szwajcar został tym samym pierwszym mistrzem olimpijskim w tej konkurencji. Na tych samych igrzyskach zajął także 22. miejsce w biegu zjazdowym oraz dziesiąte miejsce w kombinacji. W zjeździe do kombinacji zajął szesnaste miejsce, a w slalomie uzyskał czwarty wynik. Nigdy wcześniej ani później nie wywalczył medalu na międzynarodowej imprezie. W 1943 roku był mistrzem Szwajcarii w slalomie. Wkrótce po igrzyskach w 1948 roku zakończył karierę.
Reinalter zmarł w 1962 roku po tym, jak przypadkowo postrzelił się czyszcząc strzelbę.

## Osiągnięcia

### Igrzyska olimpijskie
| Miejsce | Dzień    | Rok  | Miejscowość  | Konkurencja | Czas biegu | Strata  | Zwycięzca      |
| ------- | -------- | ---- | ------------ | ----------- | ---------- | ------- | -------------- |
| 22.     | 2 lutego | 1948 | Sankt Moritz | Zjazd       | 2:55,0 min | +16,0 s | Henri Oreiller |
| 10.     | 4 lutego | 1948 | Sankt Moritz | Kombinacja  | 3,27 pkt   | +8,74 s | Henri Oreiller |
| 1.      | 5 lutego | 1948 | Sankt Moritz | Slalom      | 2:10,3 min | -       | -              |

### Mistrzostwa świata
| Miejsce | Dzień    | Rok  | Miejscowość  | Konkurencja | Czas biegu | Strata  | Zwycięzca      |
| ------- | -------- | ---- | ------------ | ----------- | ---------- | ------- | -------------- |
| 22.     | 2 lutego | 1948 | Sankt Moritz | Zjazd       | 2:55,0 min | +16,0 s | Henri Oreiller |
| 10.     | 4 lutego | 1948 | Sankt Moritz | Kombinacja  | 3,27 pkt   | +8,74 s | Henri Oreiller |
| 1.      | 5 lutego | 1948 | Sankt Moritz | Slalom      | 2:10,3 min | -       | -              |